# Heteroconis kaindiensis
Heteroconis kaindiensis är en insektsart som beskrevs av Tim R. New 1990. Heteroconis kaindiensis ingår i släktet Heteroconis och familjen vaxsländor. Inga underarter finns listade i Catalogue of Life.